# ローガン・デビッドソン
ローガン・ダグラス・デビッドソン（Logan Douglas Davidson, 1997年12月26日 - ）は、 アメリカ合衆国ノースカロライナ州シャーロット出身のプロ野球選手（内野手）。右投両打。MLBのヒューストン・アストロズ所属。
父は同じくプロ野球選手（外野手）のマーク・デビッドソン。

## 経歴

### プロ入り前
2009年のMLBドラフト30巡目（全体887位）でフィラデルフィア・フィリーズから指名されたが、この時は契約せずにクレムソン大学へ進学した。

### プロ入りとアスレチックス時代
2019年のMLBドラフト1巡目（全体29位）でオークランド・アスレチックス から指名され、プロ入り。契約後、傘下のA-級バーモント・レイクモンスターズでプロデビュー。54試合に出場して打率.239、4本塁打、12打点、5盗塁を記録した。
2020年は新型コロナウイルスの影響でマイナーリーグの試合が開催されなかったため、公式戦の出場は無かった。
2021年はAA級ミッドランド・ロックハウンズでプレーし、119試合に出場して打率.212、7本塁打、48打点、4盗塁を記録した。オフにはアリゾナ・フォールリーグに参加し、メサ・ソーラーソックスに所属した。
2022年もAA級ミッドランド・ロックハウンズでプレーし、111試合に出場して打率.252、14本塁打、56打点、4盗塁を記録した。
2023年はAA級ミッドランドとAAA級ラスベガス・アビエイターズでプレーし、2チーム合計で109試合に出場して打率.279、10本塁打、59打点、6盗塁を記録した。
2024年はルーキー級アリゾナ・コンプレックスリーグ・アスレチックスとAAA級ラスベガスでプレーし、2チーム合計で90試合に出場して打率.303、14本塁打、54打点、7盗塁を記録した。
2025年は開幕をAAA級ラスベガスで迎えた。5月23日にメジャー契約を結んでアクティブ・ロースター入りすると、翌24日のフィリーズ戦にて代走でメジャーデビュー。しかし、メジャーデビュー後は9試合の出場で打率.150（20打数3安打）、2打点と不振で6月9日にオプションでAAA級ラスベガスに降格、7月23日にベン・ボウデンを昇格させることに伴いDFAとなった。

### アストロズ時代
2025年7月25日、ウェイバー公示を経てヒューストン・アストロズに移籍した。移籍後は、40人枠に入った状態でAAA級シュガーランド・スペースカウボーイズに配属された。

## 詳細情報

### 年度別打撃成績
| 年 度 | 球 団 | 試 合 | 打 席 | 打 数 | 得 点 | 安 打 | 二 塁 打 | 三 塁 打 | 本 塁 打 | 塁 打 | 打 点 | 盗 塁 | 盗 塁 死 | 犠 打 | 犠 飛 | 四 球 | 敬 遠 | 死 球 | 三 振 | 併 殺 打 | 打 率 | 出 塁 率 | 長 打 率 | O P S |
| ----- | ----- | ----- | ----- | ----- | ----- | ----- | -------- | -------- | -------- | ----- | ----- | ----- | -------- | ----- | ----- | ----- | ----- | ----- | ----- | -------- | ----- | -------- | -------- | ----- |
| 2025  | ATH   | 9     | 24    | 20    | 1     | 3     | 1        | 0        | 0        | 4     | 2     | 0     | 0        | 1     | 0     | 3     | 0     | 0     | 12    | 1        | .150  | .261     | .200     | .461  |

- 2025年7月25日時点の成績

### 背番号
- 6（2025年）